# Scopula incanata
Scopula incanata is een nachtvlinder uit de familie van de spanners (Geometridae).
De spanwijdte van deze vlinder is 25 tot 28 millimeter. De grondkleur van de vleugels is grijs met donkerbruine bespikkeling. Op de vleugels bevindt zich een duidelijke middenstip. Op de vleugels zijn enkele dwarslijnen te onderscheiden, vooral in de buitenste helft.
De soort gebruikt tijm en varkensgras als waardplanten. De soort vliegt in een jaarlijkse generatie van juli tot in augustus. De rups is te vinden van augustus tot mei en overwintert. 
De soort komt voor van het noordoosten van Europa en de Kaukasus tot het zuiden van Siberië en het noorden van Mongolië. De soort is zeer zeldzaam in België en niet bekend uit Nederland.